# 링클 리지

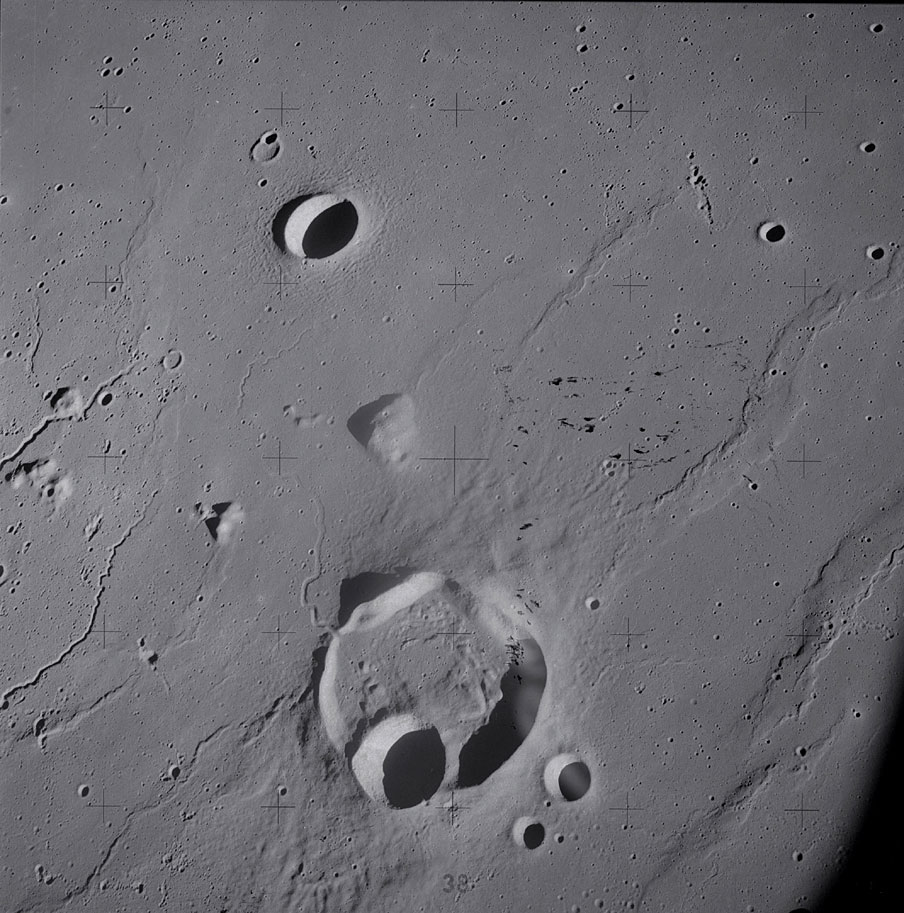
달의 분화구의 하나인 크리게르와 그 부근의 사진. 링클 리지 주변의 바다와 좌측 가장자리를 따라 난 구불구불한 릴을 보여준다.

링클 리지(wrinkle ridge)는 달의 바다에서 흔히 발견할 수 있는 지형이다. 보통, 낮은 지대에 있으며, 구불구불한 능선의 형태를 띠고 있다. 길이는 수 백 km 로 늘어져있다. 링클 리지는 구조지질학적 지형으로 현무암질의 용암이 처음 냉각되어 수축되었을 때 생성된다. 보통, 바깥의 고리 윤곽 구조는 바다 내부에 묻힌다. 이것은 종종 vein이라고 부른다. 이는 피부 아래에서부터 튀어나온 정맥과 유사하기 때문이다. 이 지형은 근처의 분화구에서 발견할 수 있다.
각 링클 리지의 이름에는 라틴어의 dorsum(dorsa의 복수)가 붙는다. 그리고 IAU에서 명명할 때는 이를 구분하기 위해 사람의 이름을 붙인다. 이를테면, 도르사 버넷(Dorsa burnet)은 토마스 버넷의 이름에서 따온 것이다.
한편, 링클 리지는 화성에서도 발견될 수 있다. 또한, 소행성, 수성, 목성 혹은 토성의 위성에서도 종종 발견될 수 있다.

## 참고 자료
- Golombek, M. P., F. S. Anderson, and M. T. Zuber (2001), Martian wrinkle ridge topography: Evidence for subsurface faults from MOLA, J. Geophys. Res., 106, 23,811–23,821, doi:10.1029/2000JE001308.
- Montési, L. G. J., and M. T. Zuber (2003), Clues to the lithospheric structure of Mars from wrinkle ridge sets and localization instability, J. Geophys. Res., 108(E6), 5048, doi:10.1029/2002JE001974.
- Watters, T. R. (1988), Wrinkle Ridge Assemblages on the Terrestrial Planets, J. Geophys. Res., 93(B9), 10,236–10,254, doi:10.1029/JB093iB09p10236.
- Watters, et al., Evidence of Recent Thrust Faulting on the Moon Revealed by the Lunar Reconnaissance Orbiter Camera. Science 20 August 2010: 936-940. DOI:10.1126/science.1189590